# Hamilton (Mondkrater)
Hamilton ist ein Einschlagkrater am äußersten südöstlichen Rand der Mondvorderseite, am westlichen Rand des Mare Australe, östlich des Kraters Oken und westlich von Jenner (Mondkrater).
Der Kraterrand ist wenig erodiert, das Innere weist konzentrische Strukturen auf.
| Buchstabe | Position           | Durchmesser | Link |
| --------- | ------------------ | ----------- | ---- |
| B         | 42,67° S, 81,85° O | 34 km       |      |

Der Krater wurde 1964 von der IAU nach dem irischen Mathematiker und Physiker William Rowan Hamilton offiziell benannt.